# Старе Ґералти
Старе Ґералти (пол. Stare Gierałty) — село в Польщі, у гміні Шепетово Високомазовецького повіту Підляського воєводства.
У 1975-1998 роках село належало до Ломжинського воєводства.